# Tłustosz

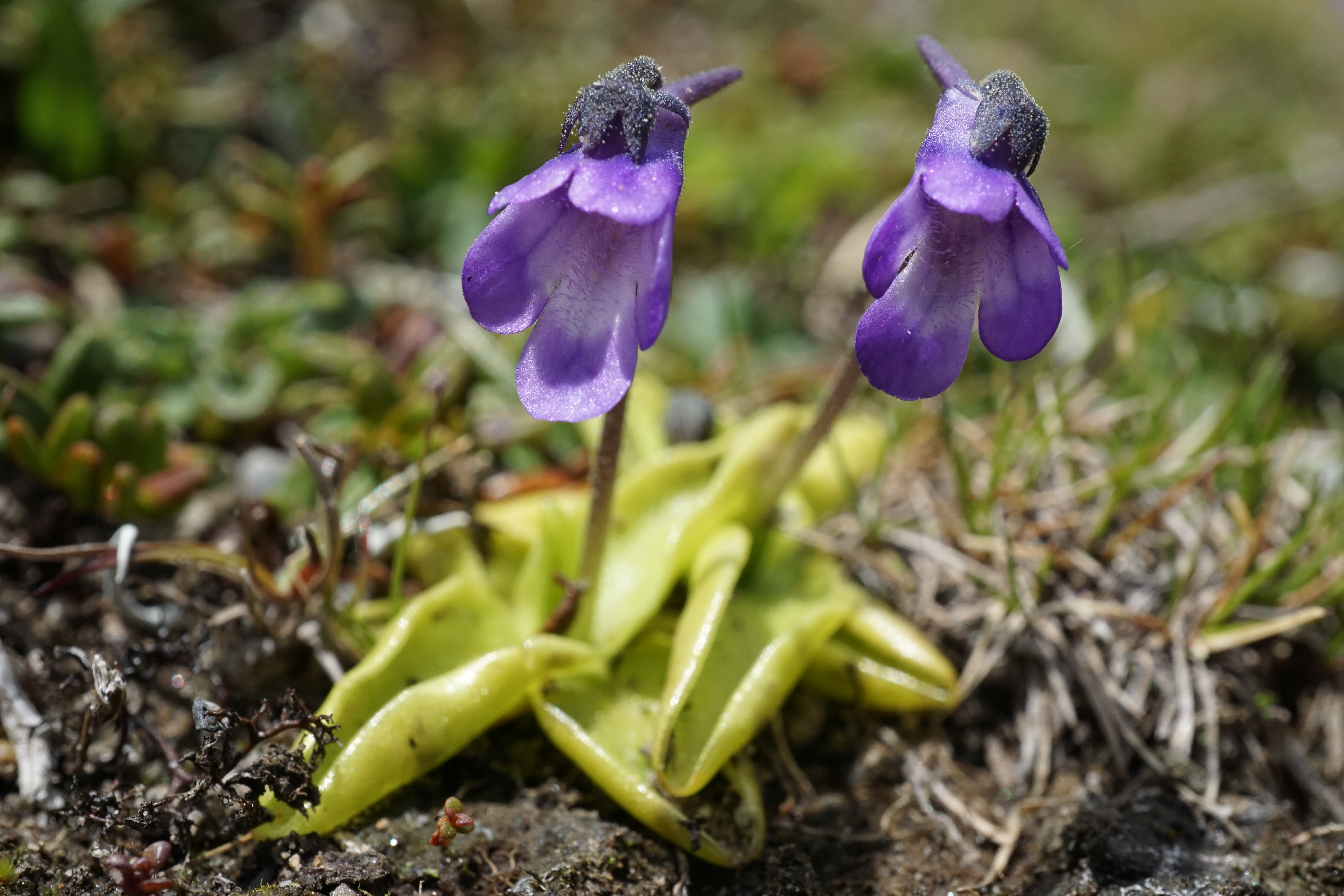
Tłustosz zwyczajny (P. vulgaris)

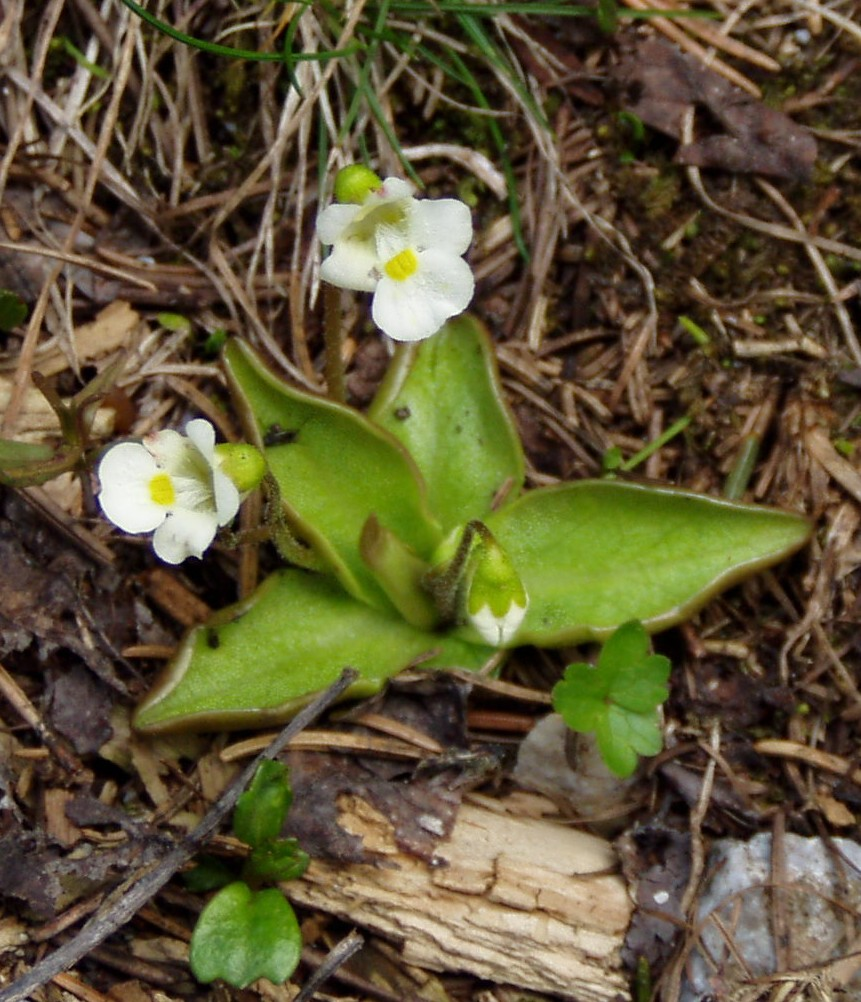
Tłustosz alpejski (P. alpina)

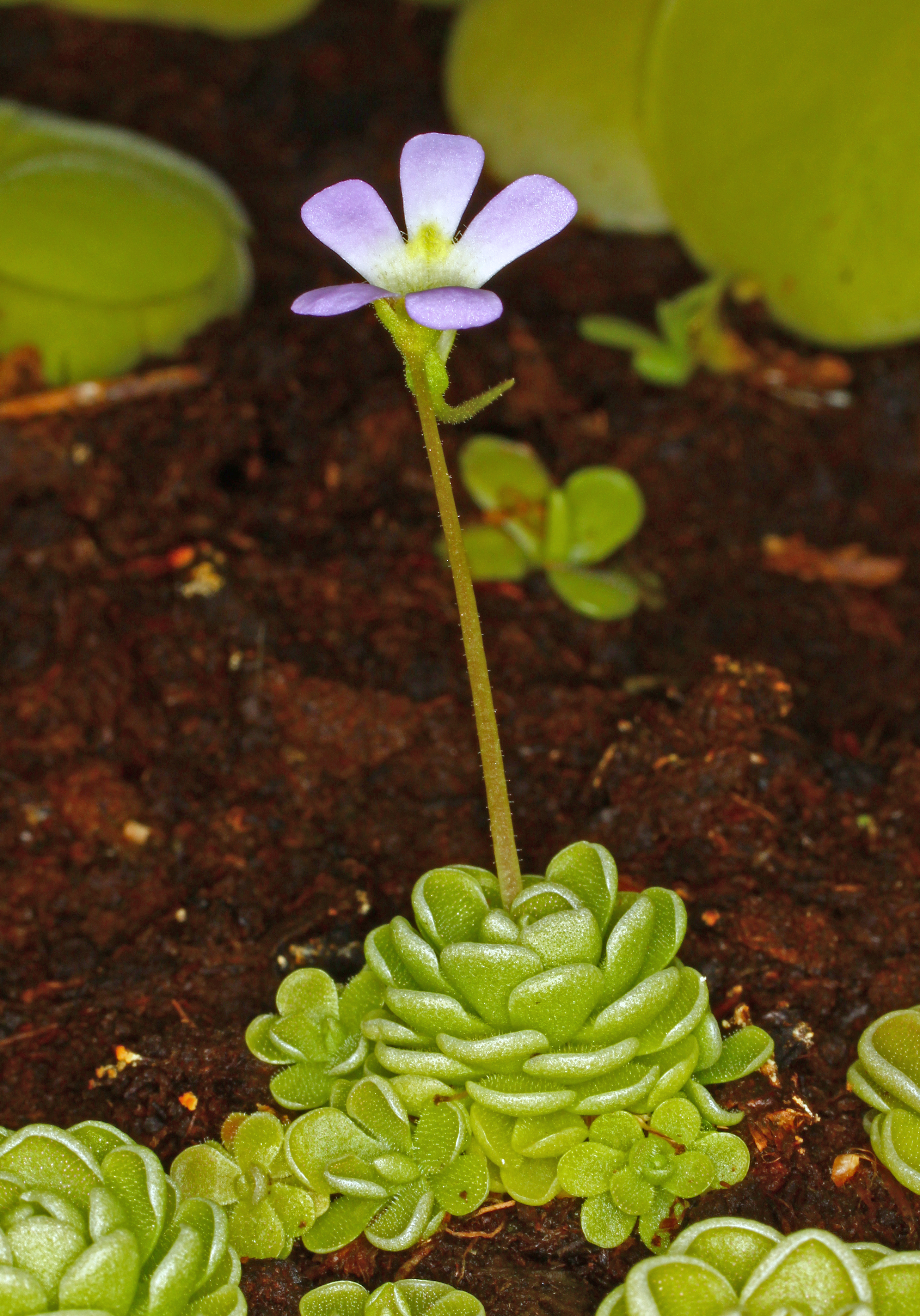
Pinguicula esseriana

Tłustosz (Pinguicula L.) – rodzaj roślin należący do rodziny pływaczowatych. Obejmuje ok. 55–77 gatunków. Najbardziej zróżnicowany jest w Ameryce Środkowej, liczne gatunki występują poza tym w strefie klimatu umiarkowanego na półkuli północnej, nieliczne w Ameryce Południowej sięgając na południu po Patagonię, kilka gatunków rośnie też w strefie klimatu okołobiegunowego. W Europie występuje 13 gatunków, z czego w Polsce dwa lub trzy w zależności od ujęcia: tłustosz alpejski P. alpina, tłustosz pospolity P. vulgaris i tłustosz dwubarwny P. bicolor (uznawany też za podgatunek wcześniej wymienionego).
Są to rośliny owadożerne rosnące zwykle na siedliskach bagiennych, także na wilgotnych skałach, na urwiskach. Niektóre gatunki są epifitami rosnącymi na kępach torfowców (P. villosa) lub na drzewach (P. lignicola). Rośliny z tego rodzaju wyróżniają się wśród dwuliściennych tym, że kiełkując rozwijają tylko jeden liścień.

## Morfologia
PokrójByliny (rzadko rośliny jednoroczne), z kłączem, ale bez rozłogów. Korzeń główny obumiera po wykiełkowaniu, z nasady pędu wyrastają korzenie przybyszowe, włókniste, czasem nieco bulwiaste. Rośliny nie wykształcają pułapek w przeciwieństwie do innych przedstawicieli rodziny.
LiścieSkrętoległe, skupione w formie rozety przyziemnej, pojedyncze. Blaszki od szerokoeliptycznych do długich i wąskich, jasnozielone, zwykle mięsiste. Górna powierzchnia liści pokryta jest gęsto gruczołami wydzielającymi lepki śluz.
KwiatyPojedyncze (rzadko dwa-trzy tworzące niewielkie grono), na wzniesionej szypułce, obupłciowe i grzbieciste. Kielich jest dwuwargowy, krótki, z górną wargą dwułatkową i dolną trójłatkową. Pięć zrośniętych płatków tworzy koronę także dwuwargową. Dolna warga jest większa, trójłatkowa (ze środkową łatką większą od bocznych) i z ostrogą. Górna warga jest mniejsza i dwułatkowa. Gardziel kwiatu jest otwarta i zwykle owłosiona. Płatki mają barwę fioletową, czerwonoróżową, jasnoliliową, żółtą lub białą, dolna warga często jest biało kropkowana. Pręciki są dwa, przy czym na każdym rozwija się tylko jeden pylnik. Zalążnia górna, powstaje z dwóch owocolistków tworzących pojedynczą komorę. Pojedyncza, krótka szyjka słupka zakończona jest rozwidlonym znamieniem.
OwoceTorebki otwierające się dwiema klapami, zawierające liczne i drobne nasiona.

## Biologia
Na liściach tłustoszy występują dwa rodzaje gruczołów: wydzielające lepki śluz gruczoły na trzoneczkach oraz gruczoły siedzące wydzielające śluz zawierający enzymy rozkładające białka, które następnie wchłaniane są do wnętrza liścia. Drobne owady siadają na powierzchni liścia zwabione skrzącymi się kropelkami śluzu i są więzione z powodu jego dużej lepkości. Poruszając się powodują bodźcami dotykowymi zwiększenie wydzielania śluzu, tak że w końcu zostają nim całkowicie zakryte i uduszone. Dodatkowo poruszanie się owada powoduje zwijanie się liścia, co utrudnia wydostanie się z pułapki i ułatwia trawienie ofiary. Wydzielany z gruczołów siedzących śluz poza enzymami zawiera także kwas benzoesowy, który zapobiega rozkładowi bakteryjnemu ofiary. W zależności od wieku liścia wydzielanie śluzów zawierających enzymy trawienne trwa jeden do trzech dni. Po tym czasie liść się prostuje, wiatr zwiewa niestrawione szczątki owada, a po kolejnych kilku dniach ponownie wydzielane są kropelki śluzu w celu zwabienia kolejnej ofiary.
Owady nie są jedynym źródłem pożywienia tych roślin – tłustosze przeprowadzają fotosyntezę – są autotrofami. Owadożerność umożliwia im uzupełnianie związków azotu i mikro- oraz makroelementów, których jest niedostatek na ubogich siedliskach, na których rosną.

## Systematyka
Jeden z trzech rodzajów w obrębie rodziny pływaczowatych (Lentibulariaceae).
Lista gatunków
- Pinguicula acuminata Benth.
- Pinguicula agnata Casper
- Pinguicula alpina L. – tłustosz alpejski
- Pinguicula antarctica Vahl
- Pinguicula balcanica Casper
- Pinguicula bicolor Wot. – tłustosz dwubarwny
- Pinguicula caerulea Walter
- Pinguicula calderoniae Zamudio
- Pinguicula calyptrata Kunth
- Pinguicula chilensis Clos
- Pinguicula clivorum Standl. & Steyerm.
- Pinguicula colimensis McVaugh & Mickel
- Pinguicula conzattii Zamudio & van Marm
- Pinguicula corsica Bernard & Gren.
- Pinguicula crassifolia Zamudio
- Pinguicula crenatiloba A.DC.
- Pinguicula cyclosecta Casper
- Pinguicula debbertiana Speta & F. Fuchs
- Pinguicula diversifolia Cuatrec.
- Pinguicula ehlersiae Speta & F. Fuchs
- Pinguicula elizabethiae Zamudio
- Pinguicula elongata Benj.
- Pinguicula emarginata Zamudio & Rzed.
- Pinguicula esseriana B. Kirchn.
- Pinguicula gigantea Luhrs
- Pinguicula gracilis Zamudio
- Pinguicula grandiflora Lam. – tłustosz wielkokwiatowy
- Pinguicula greenwoodii Cheek
- Pinguicula gypsicola Brandegee
- Pinguicula hemiepiphytica Zamudio & Rzed.
- Pinguicula heterophylla Benth.
- Pinguicula hirtiflora Ten.
- Pinguicula ibarrae Zamudio
- Pinguicula imitatrix Casper
- Pinguicula immaculata Zamudio & Lux
- Pinguicula involuta Ruiz & Pav.
- Pinguicula ionantha R.K. Godfrey
- Pinguicula jarmilae Halda & Malina
- Pinguicula jaumavensis Debbert
- Pinguicula kondoi Casper
- Pinguicula laueana Speta & F. Fuchs
- Pinguicula laxifolia Luhrs
- Pinguicula leptoceras Rchb.
- Pinguicula lignicola Barnhart
- Pinguicula lilacina Schltdl. & Cham.
- Pinguicula longifolia Ramond ex DC.
- Pinguicula lusitanica L.
- Pinguicula lutea Walter
- Pinguicula macroceras Pall. ex Link
- Pinguicula macrophylla Kunth
- Pinguicula martinezii Zamudio
- Pinguicula medusina Zamudio & Studnička
- Pinguicula mesophytica Zamudio
- Pinguicula mirandae Zamudio & A. Salinas
- Pinguicula moctezumae Zamudio & R.Z. Ortega
- Pinguicula moranensis Kunth
- Pinguicula nevadensis (H.Lindb.) Casper
- Pinguicula nivalis Luhrs & Lampard
- Pinguicula oblongiloba A. DC.
- Pinguicula orchidioides DC.
- Pinguicula parvifolia B.L. Rob.
- Pinguicula pilosa Luhrs, Studnička & Gluch
- Pinguicula planifolia Chapm.
- Pinguicula primuliflora C.E. Wood & R.K. Godfrey
- Pinguicula pumila Michx.
- Pinguicula rotundiflora Studnička
- Pinguicula sharpii Casper & K. Kondo
- Pinguicula takakii Zamudio & Rzed.
- Pinguicula utricularioides Zamudio & Rzed.
- Pinguicula vallisneriifolia Webb
- Pinguicula villosa L.
- Pinguicula vulgaris L. – tłustosz pospolity
- Pinguicula zecheri Speta & F. Fuchs